# Ciechanowski
Ciechanowski là một huyện thuộc tỉnh Mazowieckie của Ba Lan. Huyện có diện tích 1060 km². Đến ngày 1 tháng 1 năm 2011, dân số của huyện là 89970 người và mật độ 85 người/km².